# Pierre Angelo
Pierre Angelo Antonioli Flores (Cidade do México, 24 de setembro de 1972) mais conhecido como Pierre Angelo, é um ator, diretor, humorista e dublador mexicano. Em 1987, conseguiu o prêmio TVyNovelas de melhor atuação infantil, por seu trabalho em Chiquilladas.